# Jukos
Jukos (ОАО НК ЮКОС) byla ruská ropná společnost, vlastněná převážně ruským oligarchou Michailem Chodorkovským. V roce 2003 po daňové prověrce byl ruskou vládou vyměřen Jukosu obří daňový nedoplatek, který činil celkově 27,5 miliardy dolarů. Protože zároveň byla aktiva Jukosu vládou zmrazena, nebyla společnost schopna tyto daně zaplatit. Dne 1. srpna 2006 ruský soud prohlásil Jukos za zbankrotovaný.

## Aktivity firmy
Jukos byla jedna z největších nestátních těžebních společností. Měla podíl asi 20 % na celkové ruské těžbě ropy, což byla 2 % světové těžby. Jukos vznikl v 90. letech, jako důsledek privatizace ruského ropného průmyslu. V dubnu roku 2003 se Jukos spojil se společností Sibněft, ale sloučení nebylo dokončeno, protože Chodorkovskij byl v tu dobu zatčen.

## Problémy s daněmi
V červenci 2004 byla Jukosu udělena pokuta v hodnotě přes 7 milionů dolarů za žádné nebo špatné placení daní, převážně v 90. letech, kdy byla situace všeobecně nepřehledná. Ruská vláda tvrdí, že v podmínkách „divoké transformace“ ruské ekonomiky toho společnost zneužila, přesto ale většinový názor je ten, že ruský stát chtěl zasáhnout soukromou společnost a poškodit Chodorkovského, hlavně kvůli jeho podpoře opoziční politické strany.[zdroj?]

## Bankrot a následky
Pokuta pro společnost byla tak vysoká, že byla nucena požádat o ochranu před bankrotem ve Spojených státech. Jako její poslední tah byl prodej divize Juganskněftěgaz, hlavní součásti Jukosu. Za 9,4 miliardy dolarů divizi Juganskěnftěgaz koupila do té doby neznámá společnost Baikal Finance Group. Od ní pak Jugansk koupila státem ovládaná ropná společnost Rosněfť.

### Mezinárodní arbitráž mezi Ruskem a akcionáři firmy
Bývalí akcionáři koncernu Jukos se s ruským státem soudili o odškodné u Mezinárodního arbitrážního tribunálu v nizozemském Haagu. Arbitrážní řízení proti Rusku zahájili už v roce 2005 tři velcí akcionáři - společnosti Veteran Petroleum, Yukos Universal a Hulley Enterprises. Dle rozhodnutí arbitrážního tribunálu v Haagu z roku 2014 porušilo Rusko své mezinárodní závazky, protože podniklo kroky, jejichž cílem byl krach firmy Jukos. Ruská federace se proti rozhodnutí odvolala, ale v únoru 2024 odvolací soud v Nizozemsku odvolání zamítl a země musí vyplatit 50 miliard dolarů bývalým akcionářům.